# Limburger
Limburger é um queijo de origem belga (e não da cidade alemã Limburg an der Lahn como muitos crêem), feito de leite de vaca pasteurizado, com um teor de gordura entre 20 % a 60 %. O queijo é conhecido por ter um odor bastante forte, seu sabor variando entre suave a picante. 
Sua produção é baseada em uma receita de monges belgas da Ordem Trapista.

## História
O nome Herve tornou-se a denominação protegida oficial na União Europeia para esse tipo de queijo, enquanto Limburger é utilizado para queijos do mesmo estilo fabricados fora dessa região. O queijo Herve, também chamado de Fromage de Herve, ainda é produzido na área do antigo Ducado de Limburgo, na Bélgica, desde o século XV. Herve está situada próxima à cidade de Liège e às fronteiras com os Países Baixos e a Alemanha. A região conhecida como "Terra de Herve" é composta por colinas entre os rios Vesdre e Mosa. O ducado existiu até a Revolução Francesa como parte do Sacro Império Romano-Germânico, e o estilo desse queijo acabou se popularizando em outras regiões, levando o nome do seu local de origem.
Nos Estados Unidos, o Limburger começou a ser produzido em 1854, e logo se espalhou por várias fábricas. No Canadá, é feito pela Oak Grove Cheese Company, como símbolo da herança germano-canadense. Hoje, sua única produtora nos Estados Unidos é a Chalet Cheese Cooperative, em Monroe, Wisconsin.

## Produção
O Herve é um queijo de casca lavada, macio, feito com leite cru de vaca. Seu processo de maturação ocorre em caves da região rural de Herve, às vezes escavadas nas rochas calcárias da área.
Em algumas versões, o queijo pode ser aromatizado com ervas. Seu interior é de um amarelo pálido e possui uma crosta brilhante, de coloração marrom-avermelhada, desenvolvida pelas bactérias durante os cerca de três meses de envelhecimento. Ele geralmente é moldado em formato de tijolo. O sabor se intensifica ao longo da maturação, começando com notas doces quando jovem, e tornando-se mais picante com o tempo.